# Torre de Agua de Oranjestad
La  Torre de Agua de Oranjestad (en neerlandés: watertoren van Oranjestad) es una de las primeras torres de agua, que fueron construidas en la isla de Aruba una dependencia de los Países Bajos en el sur del Mar Caribe. Se encuentra ubicada en la capital la ciudad de  Oranjestad en la J.G. Emanstraat 67.
La escasez de agua en el siglo XX llevó en 1928 a establecer un sistema que proporcionara agua (Landswatervoorzieningsdienst) (LWV). Este fue responsable en ese momento del suministro de agua potable a la población en Aruba, Bonaire y Curazao.
En 1934 se decidió la construcción de dos torres de agua. El 14 de agosto de 1939, la torre de agua de San Nicolás fue puesta en funcionamiento mientras que la de Oranjestad comenzó a trabajar el 4 de noviembre de 1939. Desde 1996, la torre de agua es un edificio protegido y está en la lista de monumentos de Aruba registrada con el número 01-007.
La Watertoren Oranjestad fue completamente restaurada en 2011.